# Erin Routliffe
Erin Routliffe, née le 11 avril 1995 à Auckland, est une joueuse de tennis canadienne puis néo-zélandaise, professionnelle depuis 2017.

## Carrière
Née en Nouvelle-Zélande de parents canadiens, elle est issue d'une famille sportive, avec ses deux sœurs également impliquées dans des sports de haut niveau: sa sœur Tess est une nageuse paralympique, et sa sœur Tara joue au volleyball dans une université américaine.
Elle représente tout d'abord le Canada en compétition avant de prendre la nationalité néo-zélandaise en juin 2017 afin d'intégrer l'équipe de Fed Cup.
En junior, elle atteint le 17e rang mondial et remporte le championnat panaméricain en double avec Carol Zhao en 2012. Elle intègre par la suite l'université de l'Alabama dont elle obtient un diplôme en relations publiques en 2017.
En 2016, elle est finaliste du tournoi ITF de Winnipeg. En 2018, elle remporte huit titres en double et décide de se spécialiser dans cette discipline. Elle atteint sa première finale fin juillet à Washington avec Alexa Guarachi. En 2021, elle s'impose au tournoi de Palerme avec Kimberley Zimmermann.
Le 15 juillet 2024, à l'issue de sa finale en double à Wimbledon, elle accède à la 1re place mondiale du classement WTA en double.
En août 2024, elle parvient à remporter son 1er tournoi WTA 1000 en double à Cincinnati.

## Palmarès

### Titres en double dames
| No | Date       | Nom et lieu du tournoi                | Catégorie | Dotation     | Surface      | Partenaire           | Finalistes                          | Score             |          |
| -- | ---------- | ------------------------------------- | --------- | ------------ | ------------ | -------------------- | ----------------------------------- | ----------------- | -------- |
| 1  | 19-07-2021 | 32° Palermo Ladies Open Palerme       | WTA 250   | 235 238 $    | Terre (ext.) | Kimberley Zimmermann | Natela Dzalamidze Kamilla Rakhimova | 7-65, 4-6, [10-4] | Parcours |
| 2  | 01-08-2022 | Citi Open Washington                  | WTA 250   | 251 750 $    | Dur (ext.)   | Jessica Pegula       | Anna Kalinskaya Catherine McNally   | 6-3, 5-7, [12-10] | Parcours |
| 3  | 27-02-2023 | ATX Open Austin                       | WTA 250   | 259 303 $    | Dur (ext.)   | Aldila Sutjiadi      | N. Melichar-Martinez Ellen Perez    | 6-4, 3-6, [10-8]  | Parcours |
| 4  | 28-08-2023 | US Open Flushing Meadows              | G. Chelem | NC           | Dur (ext.)   | Gabriela Dabrowski   | Laura Siegemund Vera Zvonareva      | 7-69, 6-3         | Parcours |
| 5  | 09-10-2023 | Zhengzhou Open Zhengzhou              | WTA 500   | 780 637 $    | Dur (ext.)   | Gabriela Dabrowski   | Shuko Aoyama Ena Shibahara          | 6-2, 6-4          | Parcours |
| 6  | 10-06-2024 | Rothesay Open Nottingham Nottingham   | WTA 250   | 267 082 $    | Gazon (ext.) | Gabriela Dabrowski   | Harriet Dart Diane Parry            | 5-7, 6-3, [11-9]  | Parcours |
| 7  | 13-08-2024 | Cincinnati Open Cincinnati            | WTA 1000  | 3 211 715 $  | Dur (ext.)   | Asia Muhammad        | Leylah Fernandez Yulia Putintseva   | 3-6, 6-1, [10-4]  | Parcours |
| 8  | 02-11-2024 | WTA Finals Riyadh Riyad               | Masters   | 15 250 000 $ | Dur (ext.)   | Gabriela Dabrowski   | Kateřina Siniaková Taylor Townsend  | 7-5, 6-3          | Parcours |
| 9  | 31-03-2025 | Credit One Charleston Open Charleston | WTA 500   | 1 064 510 $  | Terre (ext.) | Jeļena Ostapenko     | Caroline Dolehide Desirae Krawczyk  | 6-4, 6-2          | Parcours |
| 10 | 14-04-2025 | Porsche Tennis Grand Prix Stuttgart   | WTA 500   | 1 064 510 $  | Terre (int.) | Gabriela Dabrowski   | Ekaterina Alexandrova Zhang Shuai   | 6-3, 6-3          | Parcours |
| 11 | 07-08-2025 | Cincinnati Open Cincinnati            | WTA 1000  | 5 152 599 $  | Dur (ext.)   | Gabriela Dabrowski   | Guo Hanyu Alexandra Panova          | 6-4, 6-3          | Parcours |

### Finales en double dames
| No | Date       | Nom et lieu du tournoi                          | Catégorie | Dotation    | Surface      | Vainqueures                        | Partenaire           | Score             |          |
| -- | ---------- | ----------------------------------------------- | --------- | ----------- | ------------ | ---------------------------------- | -------------------- | ----------------- | -------- |
| 1  | 30-07-2018 | Citi Open Washington D.C.                       | Intern'l  | 226 750 $   | Dur (ext.)   | Han Xinyun Darija Jurak            | Alexa Guarachi       | 6-3, 6-2          | Tableau  |
| 2  | 13-09-2021 | BGL BNP Paribas Luxembourg Open Luxembourg      | WTA 250   | 235 238 $   | Dur (int.)   | Greet Minnen Alison Van Uytvanck   | Kimberley Zimmermann | 6-3, 6-3          | Parcours |
| 3  | 20-09-2021 | Ostrava Open Ostrava                            | WTA 500   | 565 530 $   | Dur (int.)   | Sania Mirza Zhang Shuai            | Kaitlyn Christian    | 6-3, 6-2          | Parcours |
| 4  | 07-02-2022 | St Petersburg Ladies Trophy Saint-Pétersbourg   | WTA 500   | 703 580 $   | Dur (int.)   | Anna Kalinskaya Catherine McNally  | Alicja Rosolska      | 6-3, 65-7, [10-4] | Parcours |
| 5  | 19-06-2022 | Bad Homburg Open by Engel & Völkers Bad Homburg | WTA 250   | 251 750 $   | Gazon (ext.) | Eri Hozumi Makoto Ninomiya         | Alicja Rosolska      | 6-4, 65-7, [10-5] | Parcours |
| 6  | 03-10-2022 | Agel Open 2022 Ostrava                          | WTA 500   | 757 900 $   | Dur (int.)   | Catherine McNally Alycia Parks     | Alicja Rosolska      | 6-3, 6-2          | Parcours |
| 7  | 17-09-2023 | Guadalajara Open Akron Guadalajara              | WTA 1000  | 2 788 468 $ | Dur (ext.)   | Storm Hunter Elise Mertens         | Gabriela Dabrowski   | 3-6, 6-2, [10-4]  | Parcours |
| 8  | 19-03-2024 | Miami Open presented by Itaú Miami              | WTA 1000  | 8 770 480 $ | Dur (ext.)   | Sofia Kenin Bethanie Mattek-Sands  | Gabriela Dabrowski   | 4-6, 7-65, [11-9] | Parcours |
| 9  | 07-05-2024 | Internazionali BNL d'Italia Rome                | WTA 1000  | 5 509 771 $ | Terre (ext.) | Sara Errani Jasmine Paolini        | Coco Gauff           | 6-3, 4-6, [10-8]  | Parcours |
| 10 | 24-06-2024 | Rothesay International Eastbourne Eastbourne    | WTA 500   | 922 573 $   | Gazon (ext.) | Lyudmyla Kichenok Jeļena Ostapenko | Gabriela Dabrowski   | 5-7, 7-62, [10-8] | Parcours |
| 11 | 01-07-2024 | The Championships Wimbledon                     | G. Chelem | NC          | Gazon (ext.) | Kateřina Siniaková Taylor Townsend | Gabriela Dabrowski   | 7-65, 7-61        | Parcours |
| 12 | 06-08-2024 | National Bank Open Presented by Rogers Toronto  | WTA 1000  | 3 211 715 $ | Dur (ext.)   | Caroline Dolehide Desirae Krawczyk | Gabriela Dabrowski   | 7-62, 3-6, [10-7] | Parcours |

### Finales en double en WTA 125
| No | Date       | Nom et lieu du tournoi      | Catégorie | Dotation  | Surface      | Vainqueures                  | Partenaire      | Score            |          |
| -- | ---------- | --------------------------- | --------- | --------- | ------------ | ---------------------------- | --------------- | ---------------- | -------- |
| 1  | 26-07-2021 | Charleston Open Charleston  | WTA 125   | 115 000 $ | Terre (ext.) | Liang En-shuo Rebecca Marino | Aldila Sutjiadi | 5-7, 7-5, [10-7] | Parcours |
| 2  | 02-05-2023 | Catalonia Open WTA 125 Reus | WTA 125   | 115 000 $ | Terre (ext.) | Storm Hunter Ellen Perez     | Alexa Guarachi  | 6-1, 7-68        | Parcours |

## Parcours en Grand Chelem

### En simple dames
N'a jamais participé à un tableau final.

### En double dames
| Année | Open d'Australie                                                                  | Open d'Australie                                                                  | Internationaux de France                                                              | Internationaux de France                                                           | Wimbledon                                                                               | Wimbledon | US Open                                                                            | US Open |
| ----- | --------------------------------------------------------------------------------- | --------------------------------------------------------------------------------- | ------------------------------------------------------------------------------------- | ---------------------------------------------------------------------------------- | --------------------------------------------------------------------------------------- | --------- | ---------------------------------------------------------------------------------- | ------- |
| 2015  | —                                                                                 | —                                                                                 | —                                                                                     | —                                                                                  | —                                                                                       | —         | 1er tour (1/32) M. Jansen \|\| style="text-align:left;" \| R. Kops-Jones A. Spears |         |
| 2018  | —                                                                                 | —                                                                                 | —                                                                                     | —                                                                                  | 1er tour (1/32) A. Guarachi \|\| style="text-align:left;" \| B. Krejčíková K. Siniaková | —         | —                                                                                  |         |
| 2019  | —                                                                                 | —                                                                                 | —                                                                                     | —                                                                                  | 1er tour (1/32) M. Brengle \|\| style="text-align:left;" \| Han X. O. Kalashnikova      | —         | —                                                                                  |         |
| 2021  | —                                                                                 | —                                                                                 | —                                                                                     | —                                                                                  | —                                                                                       | —         | 1/8 de finale L. Fernandez \|\| style="text-align:left;" \| M. Niculescu E.G. Ruse |         |
| 2022  | 1er tour (1/32) L. Fernandez \|\| style="text-align:left;" \| L. Cabrera P. Hon   | 3e tour (1/8) A. Rosolska \|\| style="text-align:left;" \| A. Bondár G. Minnen    | 1/4 de finale A. Rosolska \|\| style="text-align:left;" \| D. Collins D. Krawczyk     | 2e tour (1/16) A. Rosolska \|\| style="text-align:left;" \| C. McNally T. Townsend |                                                                                         |           |                                                                                    |         |
| 2023  | 1er tour (1/32) A. Rosolska \|\| style="text-align:left;" \| A. Bondár G. Minnen  | 1er tour (1/32) A. Guarachi \|\| style="text-align:left;" \| D. Gálfi K. Piter    | 1er tour (1/32) A. Guarachi \|\| style="text-align:left;" \| I.-C. Begu A. Kalinina   | Victoire G. Dabrowski                                                              | L. Siegemund V. Zvonareva                                                               |           |                                                                                    |         |
| 2024  | 1/2 finale G. Dabrowski \|\| style="text-align:left;" \| L. Kichenok J. Ostapenko | 1/8 de finale L. Fernandez \|\| style="text-align:left;" \| M. Kostyuk E.G. Ruse  | Finale G. Dabrowski                                                                   | K. Siniaková T. Townsend                                                           | 1/4 de finale G. Dabrowski \|\| style="text-align:left;" \| V. Kudermetova Chan H.-c.   |           |                                                                                    |         |
| 2025  | 1/2 finale G. Dabrowski \|\| style="text-align:left;" \| Hsieh S.-w. J. Ostapenko | 1er tour (1/32) V. Azarenka \|\| style="text-align:left;" \| S. Errani J. Paolini | 1/4 de finale G. Dabrowski \|\| style="text-align:left;" \| V. Kudermetova E. Mertens |                                                                                    |                                                                                         |           |                                                                                    |         |

N.B. : le nom de la partenaire se trouve sous le résultat ; les noms des ultimes adversaires se trouvent à droite.

### En double mixte
| Année | Open d'Australie                                                                 | Open d'Australie                                                                       | Internationaux de France                                                          | Internationaux de France                                                                  | Wimbledon                                                                        | Wimbledon | US Open | US Open |
| ----- | -------------------------------------------------------------------------------- | -------------------------------------------------------------------------------------- | --------------------------------------------------------------------------------- | ----------------------------------------------------------------------------------------- | -------------------------------------------------------------------------------- | --------- | ------- | ------- |
| 2022  | 1/4 de finale M. Venus \|\| style="text-align:left;" \| K. Mladenovic I. Dodig   | 1er tour (1/16) A. Behar \|\| style="text-align:left;" \| C. Burel H. Gaston           | 1er tour (1/16) A. Mies \|\| style="text-align:left;" \| Chan Y.-j. I. Dodig      | 1er tour (1/16) A. Mies \|\| style="text-align:left;" \| N. Melichar-Martinez K. Krawietz |                                                                                  |           |         |         |
| 2023  | —                                                                                | —                                                                                      | —                                                                                 | —                                                                                         | 1er tour (1/16) J. Kubler \|\| style="text-align:left;" \| M. Kostyuk M. Arévalo | —         | —       |         |
| 2024  | 1er tour (1/16) J. Withrow \|\| style="text-align:left;" \| A. Sutjiadi M. Venus | 1/4 de finale M. Venus \|\| style="text-align:left;" \| L. Siegemund É. Roger-Vasselin | 1/2 finale M. Venus \|\| style="text-align:left;" \| Hsieh S.-w. J. Zieliński     | 1er tour (1/16) M. Venus \|\| style="text-align:left;" \| A. Parks J. Withrow             |                                                                                  |           |         |         |
| 2025  | 1/2 finale M. Venus \|\| style="text-align:left;" \| O. Gadecki J. Peers         | 2e tour (1/8) M. Venus \|\| style="text-align:left;" \| D. Krawczyk N. Skupski         | 1er tour (1/16) M. Venus \|\| style="text-align:left;" \| L. Stefani J. Salisbury | —                                                                                         | —                                                                                |           |         |         |

N.B. : le nom du partenaire se trouve sous le résultat ; les noms des ultimes adversaires se trouvent à droite.

## Parcours aux Jeux olympiques

### En double dames
| # | Date       | Nom de l'olympiade         | Surface             | Résultat        | Partenaire | Ultimes adversaires         | Score    |          |
| - | ---------- | -------------------------- | ------------------- | --------------- | ---------- | --------------------------- | -------- | -------- |
| 1 | 27/07/2024 | Olympic Tennis Event Paris | Terre battue (ext.) | 1er tour (1/16) | Lulu Sun   | Sara Errani Jasmine Paolini | 6-2, 6-3 | Parcours |

## Classements WTA en fin de saison
| Année          | 2011 | 2012 | 2013 | 2014 | 2015 | 2016 | 2017 | 2018 | 2019 | 2020 | 2021 | 2022 | 2023 | 2024 |
| Rang en simple | 828  | 643  | 1102 | –    | –    | 631  | 795  | 729  | 856  | 794  | 942  | 1044 | 672  | –    |
| Rang en double | 720  | 694  | 440  | 677  | 536  | 558  | 339  | 106  | 150  | 154  | 54   | 32   | 11   | 2    |

Source : (en) Classements de Erin Routliffe sur le site officiel de la Fédération internationale de tennis